# April O'Neil (actriu pornogràfica)
April O'Neil   (Phoenix, 7 d'abril de 1987) és una actriu pornogràfica estatunidenca.
Originària de la ciutat de Phoenix a Arizona, es va introduir en la indústria pornogràfica el 2008 després de mudar-se a Los Angeles, on va conèixer una altra actriu en una festa que la va inspirar a unir-se a aquest món. Per a aquest propòsit va aprofitar que era bisexual (tema recurrent en la pornografia) i va decidir adoptar el nom artístic d'April O'Neil en homenatge al personatge homònim de les Tortugues Ninja. Segons LA Weekly, el sobrenom va ajudar-la a destacar com a estrella porno hipster.
Inicialment, va cultivar la seva popularitat gràcies a l'activitat a Tumblr, on va passar de penjar mems de Doctor Who a fotografies nues i contingut pornogràfic de temàtica friqui. El 2018, quan les companyes de professió van notar que la plataforma censurava el contingut explícit, ja s'havia fet un lloc a Twitter, on acumulava 132.000 seguidors. De fet, el 2012, en els 29ns Premis AVN, havia estat nomenada honoríficament la reina de Twitter gràcies al vot popular. Més enllà d'això, el 2014 va aconseguir el premi XBIZ a la millor actriu de porno entre dones de l'any.
El 2013, va ser una de les setze actrius porno a participar en el documental Aroused de Deborah Anderson. A més, aquell any LA Weekly va incloure-la en la llista de deu actrius porno que podrien ser la pròxima Sasha Grey. Més endavant en la carrera, destaca per haver dirigit i representat films pornogràfics que parodien obres de la cultura pop i dels videojocs, com ara Riverdale, La Lego pel·lícula i Fortnite.
Fora del món del porno, O'Neil competeix habitualment en una lliga de joc del milió en una sala d'arcades de Los Angeles.